# Masashi Tanaka
Masashi Tanaka (田中政志?, Tanaka Masashi; Gōtsu, 10 giugno 1962) è un fumettista giapponese, principalmente noto per il manga Gon.

## Opere
- Demon (1985)
- Flash (1986)
- Miss Marvel no Sutekina Shoobai (1987)
- Victoria! (Boken! Victoria go!!, 1988)
- U.P.O. - Unidentified Prince Object (Mikakunin Prince Buttai U.P.O., 1990)
- Samurai (1991)
- Gon (1992)

## Premi
1985:
- Tetsuya Chiba Prize

1998 (ricevuti per Gon):
- Eisner Award - Migliore Pubblicazione Comica, Migliore edizione statunitense di opere straniere
- Japan Media Arts Festival Award - Premio Eccellenza nella categoria Manga
- Premio culturale Osamu Tezuka
- Premio Migliore edizione francese di opere straniere al Manga Festival in Francia